# Coton Sport FC de Garoua
El Coton Sport FC de Garoua és un club de futbol camerunès de la ciutat de Garoua. Disputa els seus partits a l'Stade Omnisport de Garoua.
Va ser fundat el 1986. El 2008 fou finalista de la Lliga de Campions de la CAF, perdent amb Al Ahly SC d'Egipte a la final.

## Palmarès
- Lliga camerunesa de futbol:[3]
  - 1997, 1998, 2001, 2003, 2004, 2005, 2006, 2007, 2008, 2010, 2011, 2013, 2014, 2015, 2018, 2021, 2022, 2023
- Copa camerunesa de futbol:[4]
  - 2003, 2004, 2007, 2008, 2011, 2014, 2022

## Entrenadors destacats
Font:
- Jules Nyongha
- Bonaventure Djonkep (2002–03)
- Lamine Ndiaye (2003–06)
- Denis Lavagne (2007–08)
- Alain Ouombleon (2008–09)
- Denis Lavagne (2009–11)
- Robert Boivin (2012)
- Sébastien Desabre (2012–13)
- Didier Gomes Da Rosa (2014–15)
- Minkréo Birwé (2017–)

## Jugadors destacats
- Amour Patrick Tignyemb
- Vital Mevengue
- Henri Pierre Armand Nnouck Minka
- Boukar Makadji
- Franci Litsingi
- Armand Djérabé
- Gustave Bebbe
- Mathurin Kameni
- Nicolas Alnoudji
- Pape Omar Fayé
- Ernest Oben-Etchi
- Joseph Ndo
- Aka Adek Meba
- Lewis Weeks
- Alex Nimely-Tchuimeni